# Repubblica del Ponto
La Repubblica del Ponto (in greco: Δημοκρατία του Πόντου) fu una proposta di uno Stato greco pontico nella parte nord-est della moderna Turchia dal 1917 al 1918 come parte federata alla Amministrazione dell'Armenia occidentale, dopo la battaglia del lago Van. La Repubblica del Ponto non è mai stata ufficialmente proclamata, ma un governo centrale in stato embrionale esisteva, anche se non occupa tutti i settori della vita pubblica. I Greci del Ponto si ribellarono contro l'Impero ottomano durante la prima guerra mondiale, sotto la guida del metropolita Chrysanthus di  Trebisonda,  futuro arcivescovo di Atene, e di Germanos Caravangelis, vescovo di Castòria. Nel 1917 Grecia e Triplice alleanza considerarono la creazione di uno Stato autonomo ellenico nel Ponto o su una Federazione ponto-armena. La piccola Repubblica seguì le sorti dell'Amministrazione dell'Armenia occidentale. Nel 1919, a margine della Conferenza di pace di Parigi Chrysanthos propose l'istituzione di una Repubblica del Ponto, ma né la Grecia né le altre delegazioni lo sostennero.
Trebisonda è stata de facto la capitale della repubblica e l'emblema dello Stato era un'aquila, simbolo della dinastia Comnena dell'Impero di Trebisonda.
Dopo il crollo del fronte greco in Asia Minore, nel corso della guerra greco-turca, il piano di uno Stato pienamente indipendente nella regione crollò.